# Barranc del Bosc (Sant Esteve de la Sarga)
El barranc del Bosc és un barranc dels termes municipals de Sant Esteve de la Sarga i Castell de Mur (antic terme de Guàrdia de Tremp), que s'origina en el primer d'aquests dos municipis, i va a abocar-se en la Noguera Pallaresa en el Congost de Terradets, dins del territori del segon dels termes esmentats.
Es forma a 858 m. alt., en plena serra del Montsec d'Ares, per la unió de la Llau del Rial Roi amb el barranc de la Rebollera, al sud-oest de Beniure i al sud-est de Sant Esteve de la Sarga.
Té un recorregut marcat per dos fets importants: és el límit nord del Mont-sec d'Ares, fins i tot de l'espai de protecció natural d'aquesta serra, i marca una vall de molta profunditat, amb bastants moments en què és impossible d'accedir al fons de la vall. Per una cosa i l'altra, és dels barrancs més importants dels entorns del Montsec.
Rep nombrosos altres barrancs com a afluents, per una banda i l'altra. Els de la dreta, baixen del Montsec, i els de l'esquerra, de les serres que marquen el límit nord de la seva vall, que en molts llocs no fa de límit de la Feixa, sinó que queda en el seu centre. El primer barranc que rep, per l'esquerra, és el barranc de Sant Esteve de la Sarga, que baixa d'aquell poble i del Coll de Fabregada. Una mica després, també per l'esquerra, rep el barranc de Beniure, i, poc després, per la dreta li arriba el barranc de la Coma que, com tots els de la dreta, davalla del Montsec. Poc després, per l'esquerra rep el barranc d'Alzina, que ve de ponent del poble d'aquell nom; encara, poc després rep un altre barranc d'Alzina, aquest procedent dels vessants septentrionals del Pas de l'Ós, al Montsec.
Poc després rep per la dreta el barranc de la Font de la Veça, i tot seguit, per l'esquerra, el barranc de la Mulla. Al cap de poc, ara per la dreta, la Llau dels Homes Morts, seguit de la Llau de les Figueres, també procedent del sud, i la Llau del Castellot. Per l'esquerra, la Llau de Peguera, i al cap d'una mica, per la dreta el Canal de Moror. La segueix la Llau dels Avellaners, i el barranc de la Mata Negra, tots dos per la dreta.
Finalment, aiguavessa en la Noguera Pallaresa en el lloc Congost dels Terradets, quasi sota del Pont del barranc del bosc, sobre la línia de ferrocarril.
El territori que travessa, sobretot el tram final, és ple de forts desnivells. Hi destaca la impressionant Roca Regina, on, en alguns punts, fa una paret vertical de més de 300 de desnivell.